# شلودیو

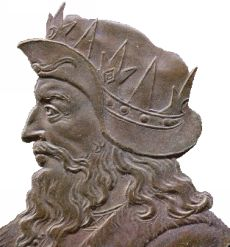
شلودیو

شلودیو، خلودیو، کلودیو، کلودیون یا کلودیوس (زادهٔ پیرامون ۳۹۲ تا ۳۹۵- مرگ ۴۴۵/۴۴۸ میلادی) پادشاه فرانک‌های زالی از دودمان مروونژی بود.

## زندگی
او را پادشاه گیسوبلند خوانده‌اند و پایگاهش در دژ دویسبورگ بود. در ۴۱۴ میلادی او بر تروان -در فرانسهٔ کنونی- دست‌یافت و از همانجا در ۴۲۸ میلادی به روم تاخت. در کمبره او رومیان را شکست‌داد و سپس در شمال سرزمین گل مردمانش را جاگیرنمود، پیش از آن نیز دسته‌ای از فرانک‌های زالی در این سرزمین مستقرشده‌بودند. رومیان به جنگ با او پرداختند، ولی شلودیو توانست ایستادگی کند و قلمرواش را تا جنوب بر کرانه‌ةای رود سوم بگسترد.
شلودیو بیست سال بر سرزمین‌های متصرفی فرمان‌راند، ولی در ۴۴۸ میلادی از فلاویوس آییتیوس سردار رومی شکست‌خورد.
پاره‌ای او را پدر مرووش بنیادگذار پادشاهی مروونژی‌ها دانسته‌اند. همچنین پدر شلودیو را را فاراموند می‌دانند که چهره‌ای نیمه‌افسانه‌ای دارد.